# 華中鉄道
華中鉄道株式会社（かちゅうてつどうかぶしきがいしゃ、中国語: 華中鐵道股份有限公司）とは、日中戦争によって日本軍が占領した中国の鉄道の内、華中地域の運営を行う事になった日本・中華民国維新政府及び南京国民政府の合弁特殊法人である。中支那鉄道・中支鉄道ともいった。
華北地域の鉄道運営を行う事になった華北交通とともに、日本占領期における中国の交通運営・統制を担った。実質的には日本の国策会社であった。本社は上海、支社は南京に設置された。

## 歴史
日中戦争以降、占領地の鉄道については中支軍鉄道局の手によって運営、復旧がなされていたが、1939年、中華民国維新政府に返還し、新たに華中鉄道株式会社を設立して対応することとなった。華中鉄道株式会社の設立総会は1939年4月30日に上海新亜ホテルで開催。社長は空席として副社長には長田誠、常務取締役には何志杭らが就任した。
華北交通はどちらかといえば南満洲鉄道（満鉄）系の会社でそちらの社員の出向が多かったのに対し、華中鉄道は日本の国有鉄道を運営していた鉄道省系の色彩が強かった。それは華中鉄道の発端が鉄道省の技術者を集めた特設部隊である山田部隊が上海近郊の呉淞に派遣され、蒸気機関車の組み立てを行った事によるからであった。そして華中鉄道が設立されると、更に多くの鉄道省関連の人間が中国へ向かう事になった。

## 事業
中支那における一般運輸を目的とする鉄道建設および経営、および主要路線における自動車運輸事業の統制経営。
さらに自己会計において、以下の国有鉄道の経営を行う。
- 上海南京間鉄道
- 上海砲台湾間鉄道
- 上海閘口間鉄道
- 蘇州嘉興間鉄道
- 南京孫家埠間鉄道

## 運行

### 路線
滬杭線（上海～杭州）
海杭支線（新龍華～南上海）
海南線（上海～南京）
浙贛線（杭州～金華）
武義線（金華～武義）
南寧線（南京～灣沚）
呉淞線（上海～砲台灣）
呉淞支線（上海～新興）
蘇嘉線（蘇州～嘉興）
淮南線（裕渓口～田家菴）
津浦幹線（徐州～浦口）、なお天津～徐州間は華北交通

### 等級
華中鉄道には一等車・二等車・三等車の他に、「四等車」という等級車両も存在していた。これは貨車を客車代用として用いたもの、ないしは貨車の構造をそのまま客車に適用した新造車両で、中国人の貧農や季節労働者向けとされていた。居住性は著しく劣るものであった（輸送単価を切り詰める意図を持った2階建車両まで存在した）が、運賃が非常に安いため、そうした層に重宝された。中国人は必要な運賃・料金を払えば一等車に乗車できたが、日本人の四等車への乗車は認められていなかった。

### 優等列車
華中鉄道では戦禍が落ち着くにつれ、華北交通との直通列車など優等列車も走らせるようになった。その代表としては上海～南京間（海南線）に運行された特急列車「天馬」・「飛龍」号があり、1942年（昭和17年）11月当時は同区間311kmを5時間20分、表定時速58.31kmで走破した。

## 車両

### 機関車
華中鉄道では国民政府が撤退に際して機関車を徹底的に破壊したため機関車などが不足していた。そのため、日本本土の鉄道から蒸気機関車を狭軌(1067mm)から中国の鉄道軌間である標準軌(1435mm)に改軌工事を施した上で送ることになった。送られた機関車は下記の通りであり、その内9600形機関車は標準軌への改軌工事が容易であったため、最も需要が大きい機関車で251両が中国大陸へ渡り華北交通および華中鉄道で使用された。なお、第二次世界大戦後のこれらの機関車はKD5形となり京漢線や滬寧線の主要駅で入換用として1980年代まで使用された。または再度改軌工事（1m軌間へ改軌）が実施されてKD55形となり、1980年代初頭まで昆明からベトナムとの国境付近にある河口に至る昆河線で使用された。
- 9600形
- C51形
- D50形

一方、新たに製造された機関車としては、南満州鉄道のパシロ形とほぼ同型のKC100形や、朝鮮総督府鉄道のパシシ形・ミカサ形があり、両形式については、第二次世界大戦後は勝利12型（SL12型）・解放9型（JF9型）、として1980年頃まで使用されていた。

### 客車
元々当地で使用されていた客車や貨車も、機関車同様に破壊されていた車両が多かった為、鉄道省よりスハ32系客車を始め、126両もの車両が改軌工事を施されて供出された。供出された車両は以下のとおりである。
- オシ27730形（3両）
- ナロ20700形（8両）
- ナハ22000形（35両）
- ナハフ24000形（37両）
- オニ26600形（5両）
- スロ33形（9両）
- スハ32形（22両）
- スハフ32形（7両）

この他、南満州鉄道の図面を流用して製造された車両と、1940年より製造された鉄道省の客車の設計がベースの車両が存在した。これらの車両は、第二次世界大戦後も上海や南京を中心に使用されていた。

### 貨車
貨車の保有数は約4,400両に達したが、そのうち約1,900両は本土の国鉄から供出して標準軌化したものであった。華中鉄道での新製車は当初2軸車が増備されたが、1940年以降の増備車は大半がボギー車となった。
華中鉄道の標準車として新製された貨車の形式は以下のとおり。
- ワム51000形（160両） - 1939年に登場した15t積み2軸有蓋車で、前年に登場した国鉄ワム23000形の標準軌版[9]。
- トム52000形（75両） - ワム51000形と同じ1939年に登場した15t積み2軸無蓋車で、国鉄トム11000形の標準軌版[10]。
- レ53000形（22両） - 1940年に登場した12t積み2軸冷蔵車で、国鉄レ2900形の標準軌版[10]。
- ワフ57000形（43両） - 1940年に登場した8t積み2軸有蓋緩急車で、国鉄ワフ25000形の標準軌版[11]。このほか車掌車のヨ2000形を標準軌に設計変更したものも75両ほど製作されたと推定されている[11]。
- チキ58000形（推定53両） - 1940年に登場した35t積み2軸ボギー長物車で、国鉄のチキ800形に準拠して設計された[9]。車体幅は2,360 mmから2,600 mmに広げられ、台車は高速用のTR24となっている[9]。
- ワキ59000形（400両以上） - 1940年に登場した30t積み2軸ボギー有蓋車で、国鉄のワキ1形を拡大したスタイルである[8]。台車は当初は高速用のTR24で増備されたが、1943年以降の増備では菱枠台車のTR20に変更された[8]。
- トキ60000形（推定700両） - 1940年に登場した30t積み2軸ボギー無蓋車で、国鉄の鋼製2軸無蓋車トム19000形をボギー車化したスタイルである[9]。台車は高速用のTR24となっている[9]。
- トキ62000形（両数不詳） - 国鉄のトキ10形に準じた35t積み2軸ボギー無蓋車で、1943年に図面が作成されたが両数は不詳である[9]。車体は木製で、台車は菱枠台車のTR20となっている[9]。

日本の国鉄からはワム21000形、ワム3500形などが標準軌化改造を受けて供出されている。

### 気動車
気動車は、都市近郊の区間運転用にキハ40000形とキハ42000形が10両ずつ供出された。
戦後は両形式とも少なくとも4両が、中国東北部遼寧省の撫順鉱業集団運輸部（いわゆる撫順電鉄）にて、車体更新の上電車の付随車として運行されていた。また、電車付随車としての運用が終了した後も、職員輸送用客車や職員詰所などとして活用されていたことが確認されている。

## 航送船
華中鉄道の路線網は長江（揚子江）を挟んだ南北に跨り、両地区を結ぶ航送船（鉄道連絡船）も運航されていた。南京 - 浦口間の航路では「金陵丸」（1941年竣工）と同型船「第2金陵丸」（1944年竣工）が使用されていた。

## 車両工場
- 常州工場: 旧戚墅堰機廠を接収し使用。
- 浦鎮工場: 旧浦鎮機廠を接収し使用。